# Ölmühle Wissen
Die Ölmühle Wissen war eine an der Niers (Ölgraben) gelegene Wassermühle in der Gemeinde Weeze mit unterschlächtigem Wasserrad.

## Geographie
Die Ölmühle Wissen hat ihren Standort an der Schlossallee, am Ölgraben von Schloss Wissen, an der Niers, in der Gemeinde Weeze, Kreis Kleve, in Nordrhein-Westfalen.
Die Niers hat hier eine Höhe von ca. 19 m über NN. Die Pflege und Unterhaltung des Gewässers obliegt dem Niersverband, der in Viersen seinen Sitz hat.

## Geschichte
Schloss Wissen wurde erstmals im Jahre 1316 erwähnt. Haus und Gut Wissen erscheinen im Jahre 1372 als Besitz des Gocher Amtmannes Heinrich von der Straten, als  Graf Adolf von Kleve einen Schutzbrief für das Kirchspiel Weeze und das Haus zu Wissen ausstellte.  Die erste Mühle wurde 1437 urkundlich erwähnt, als dem Johann von der Straten, Sohn des Heinrich von der Straten, die Mühle als Lehen vom begüterten Xantener Viktorstiftes übertragen wurde. 1461 verkaufte die Familie von der Straten das gesamte Anwesen an die Familie von Loe, in deren Besitz es noch heute ist.
Nach 1437 entwickelt sich neben dem Schloss eine wahre Mühlenwirtschaft. So entstanden unmittelbar an der Niers oder an den Wassergräben (auch Gräften genannt) des Schlosses vier Mühlen. Diese waren neben der Schlossmühle Wissen, die Ölmühle Wissen, die Sägemühle Wissen und die Walkmühle Wissen. Die Wasserversorgung der Grabenanlagen regelt ein Stauwehr, oberhalb des Schlosses, an der Niers.
Die Ölmühle Wissen dürfte im 17. Jahrhundert entstanden sein. Sie wurde mit dem Wassen des sogenannten Ölgrabens, einem Abfluss des Schlossgrabens, versorgt. Die Mühle, die zum Jürgens Konzern gehörte, arbeitete noch bis zur Stilllegung im Jahre 1920. Die aus dem 19. Jahrhundert stammende Mühleneinrichtung, bestehend aus, einer hydraulischen Etagen-Presse englisch-amerikanischer Art von Greenwood und Badley in Leeds, Walzenstühle, Formmaschinen und Kollergänge, wurden an die Hünshovener Ölmühle nach Geilenkirchen verkauft.

## Galerie

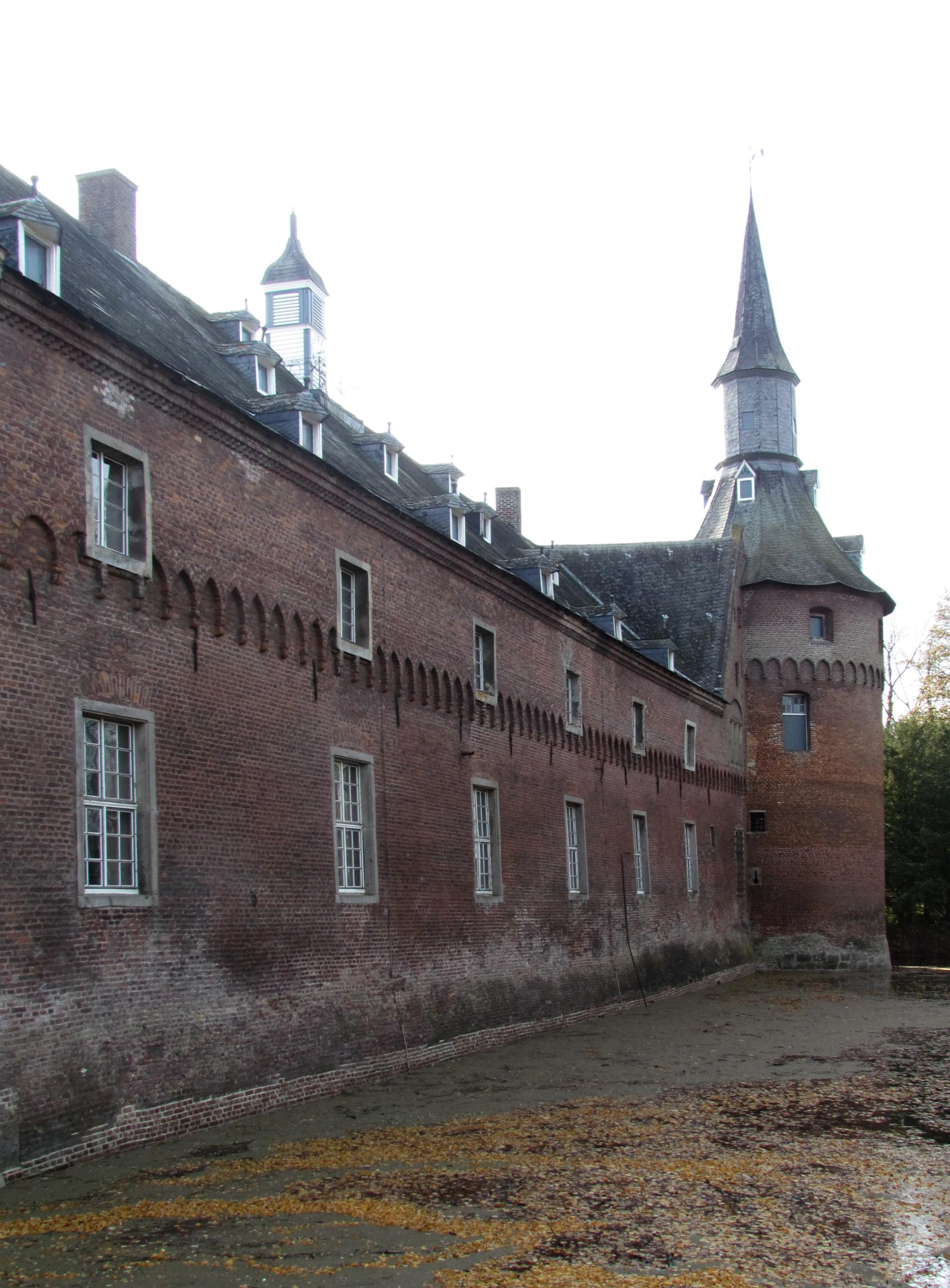
Nordostseite von Schloss Wissen
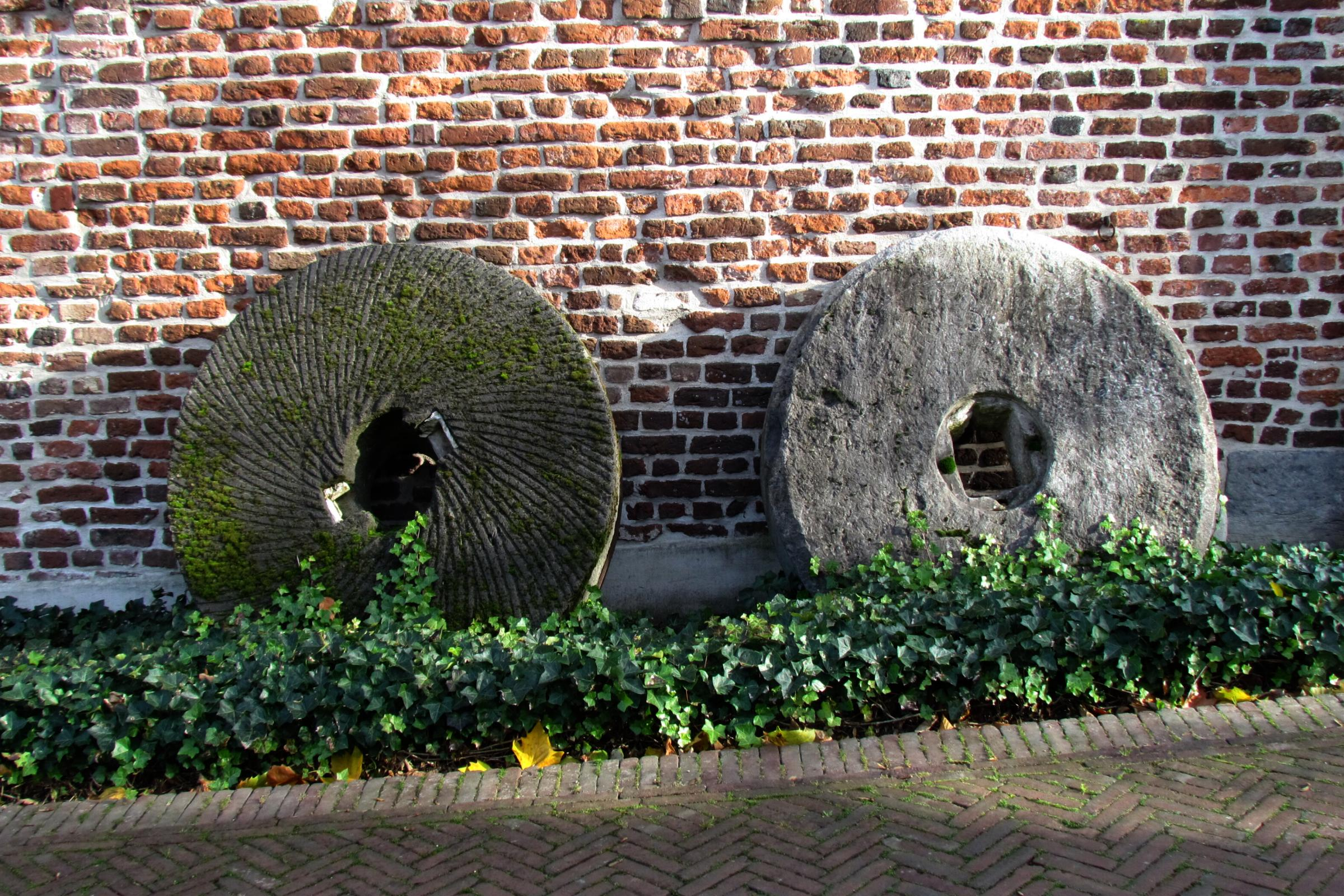
Zeitzeugen vergangener Zeit
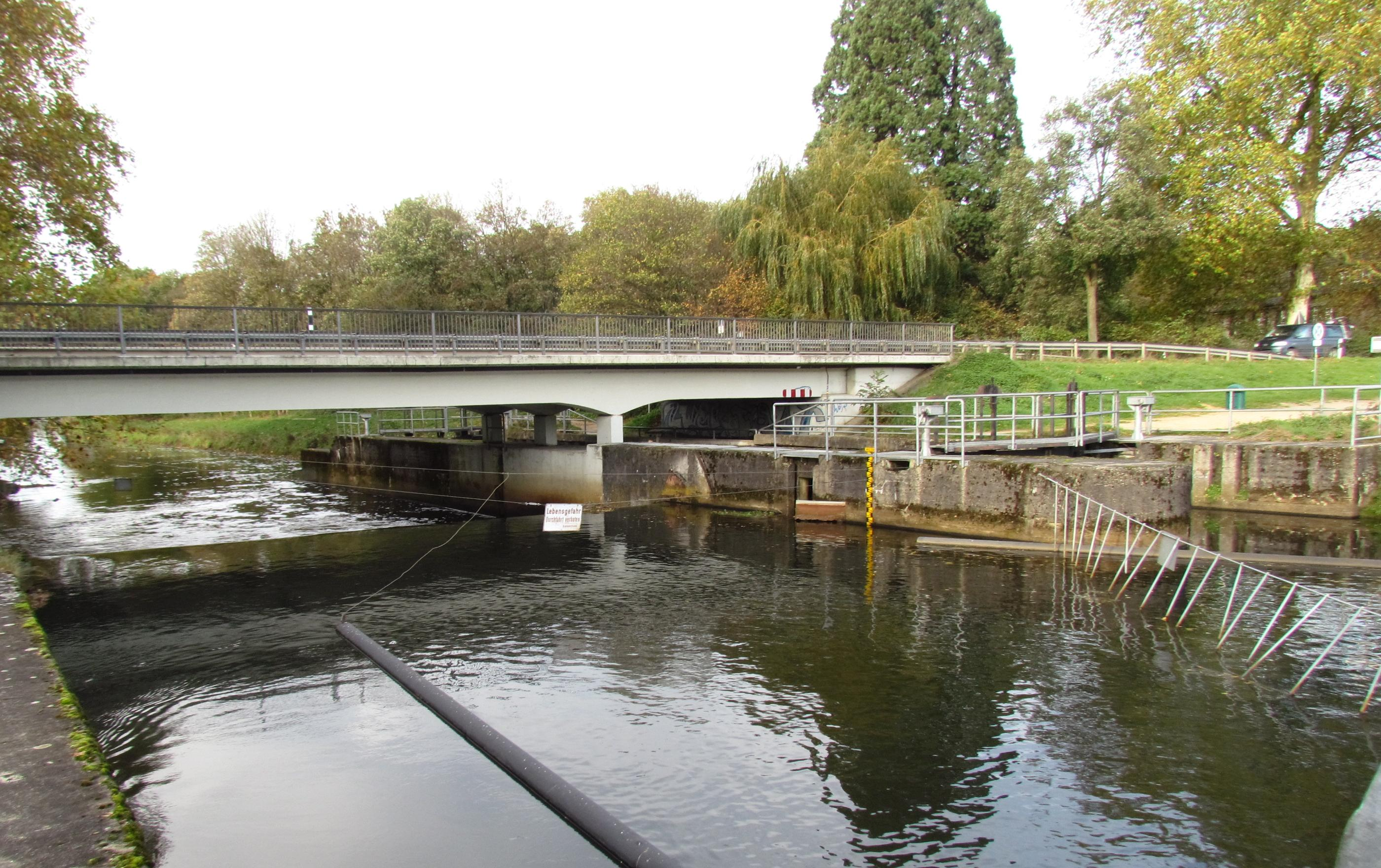
Die Niers bei Schloss Wissen
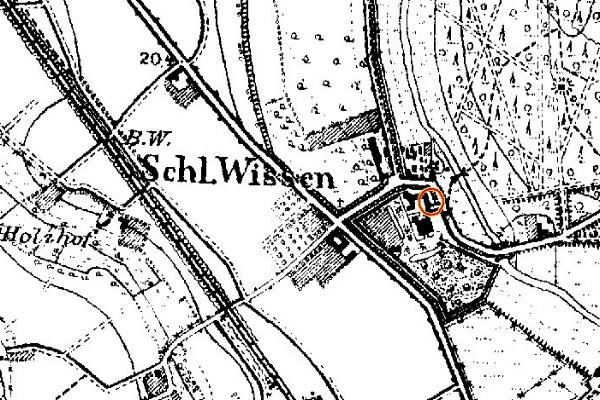
Ölmühle Wissen auf der Neuaufnahme 1892
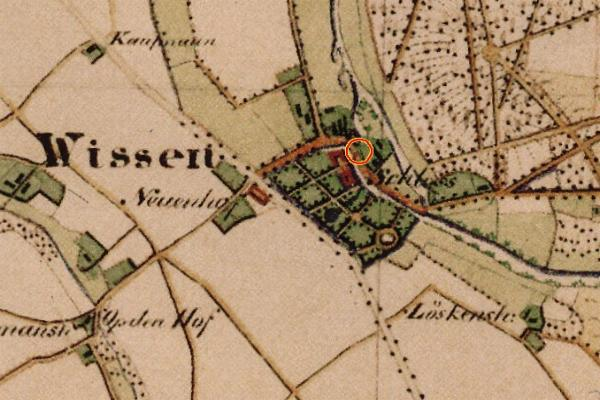
Ölmühle Wissen auf der Urkatasterkarte 1843
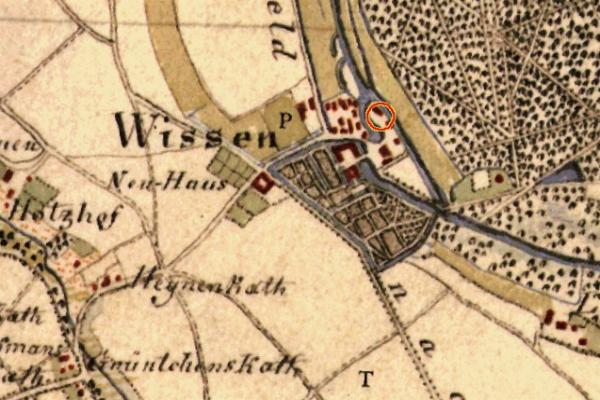
Ölmühle Wissen auf der Tranchotkarte 1802/04